# Harã (filho de Terá)
Harã foi filho de Terá, e irmão de Abraão e Naor. Harã gerou Ló e duas filhas, Iscá e Milca; esta última casou-se com seu tio Naor. Harã morreu antes de Terá e Abrão partirem de Ur.

## Família de Harã
Terá, um descendente de Sem, era o pai de Abrão/Abraão, Naor e Harã. A localização da casa deles não é certa, mas geralmente supõe-se que tenha sido na Mesopotâmia. Além de Ló e Milca, Harã teve uma filha Iscá.[carece de fontes?]
Depois que Harã morreu em Ur dos Caldeus 'antes de seu pai Terá', sua família viajou para Canaã, a Terra Prometida. No entanto, Terá parou na cidade de Harã e se estabeleceu lá, assim como Naor e Milca, enquanto Ló acompanhou Abraão e outros para Canaã.